# 大羽綾子

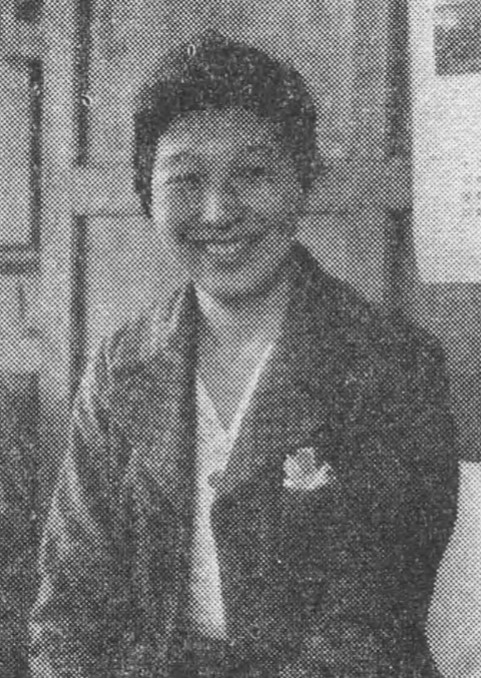
大羽綾子（1964年）

大羽 綾子（おおば あやこ、1912年6月8日 - ?）は、日本の労働官僚・婦人問題評論家・翻訳家。

## 略歴
東京生まれ。東京女子大学英文科卒。労働省に入り、婦人労働課長。婦人雇用研究室長。国際婦人連絡会代表委員などを務め、女性の地位向上に尽くした。

## 著書
- 『変わりゆく婦人労働』（東洋経済新報社） 1965
- 『男女雇用機会均等法前史 戦後婦人労働史ノート』（未来社） 1988
- 『働く女性 平等と平和を求めて』（婦人労働研究会編、ドメス出版） 2002

### 共編著
- 『婦人・青少年の労務管理』（二宮安蔵共著、日本生産性本部、現代労務管理全書） 1966
- 『家庭の人間関係』新版（島田一男, 日上泰輔共著、兼子宙編、大日本図書、心理学入門講座） 1968
- 『婦人労働』（氏原正次郎共編、亜紀書房、現代婦人問題講座） 1969
- 『女性が働くとき 保護と平等と』（井上繁子共編、未来社） 1984

## 翻訳
- 『ペルリ提督遠征記』（アメリカ合衆国海軍省編、酣燈社） 1947
  - 『ペリー提督 日本遠征記』（法政大学出版局） 1953、のちグーテンベルク21（電子出版）2014
- 『改訂 学童の心理学 5歳より10歳まで』（A・ゲゼル, F・L・イルグ, L・B・エイムズ、山下俊郎, 神山正治共訳、家政教育社、ゲゼル心理学シリーズ2）  1983